# Carrhotus xanthogramma
Carrhotus xanthogramma är en spindelart som först beskrevs av Pierre André Latreille 1819.  Carrhotus xanthogramma ingår i släktet Carrhotus och familjen hoppspindlar. Inga underarter finns listade.